# Eduard Meiners

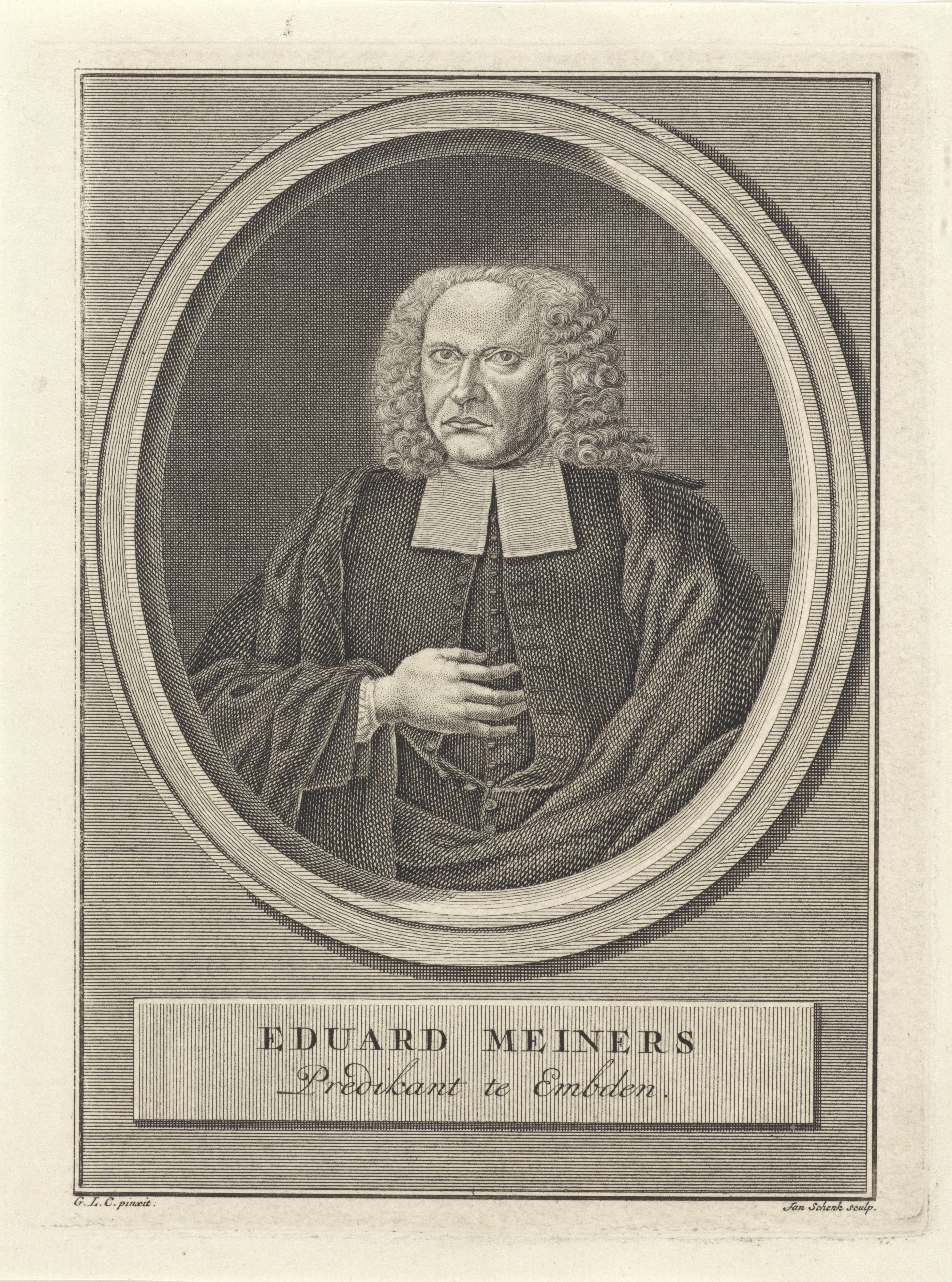
Eduard Meiners

Eduard Meiners (* 22. Juli 1691 in Emden; † 19. Dezember 1752 in Emden) war ein deutscher reformierter Theologe, Kirchengeschichtsschreiber und Prediger in verschiedenen Gemeinden Ostfrieslands.

## Leben
Eduard Meiners wurde 1691 als Sohn des Emder Bürgerhauptmanns Wiard Hermanni und von Christina Elisabeth Pears geboren. Ab 1707 war Meiners in Leiden als Theologiestudent eingeschrieben. Seine erste Predigerstelle war Groothusen (1712–1715), anschließend folgte Westerhusen (1715–1717). Von 1717 bis 1723 war er Pastor in Weener und direkter Vorgänger von Wilhelmus Schortinghuis. Hier heiratete er 1717 Trijntje Rosingh († 29. Mai 1746), die Tochter von Hermann Rösingh, Prediger in Weener. Sein einziger Sohn, Hermann Meiners († 1749), war nur für einige Monate Prediger. Drei Töchter überlebten den Vater. Schließlich wurde Meiners nach Emden berufen wurde, wo er bis zu seinem Tod im Jahr 1752 seinen Dienst versah. Meiners war Verfasser zahlreicher teils erbaulicher, teils exegetischer oder kirchengeschichtlicher Schriften und ein ausgewiesener Kenner der Kirchengeschichte Ostfrieslands. Zeitlebens war er an der Orientalismusforschung und an den biblischen Ursprachen interessiert.  

## Zu seinem Werk
In seiner Schrift Kort ontwerp van de Praktyk des Christendoms of de Praktykale Godgeleertheit (1738) forderte Meiners, morgens und abends fromme Übungen wie Gebet und Bibellesen durchzuführen; auch sei das Fasten wichtig. Meiners betrachtete Glücksspiele (Karten, Würfel), Tanz und Theater, aber auch Spazierengehen, Kleidermoden und Haarfrisuren als moralische Laster. Auch wandte er sich gegen das in Ostfriesland beliebte Vogelschießen. Unter Einfluss des Pietismus gewann bei Meiners der Hausgottesdienst an Bedeutung, um das geistliche Leben innerhalb der Familie zu fördern. Zudem setzte er sich für das Konventikelwesen ein, private Treffen interessierter Gemeindeglieder, die dem geistlichen Austausch und Wachstum dienen sollten. Gegenüber Vorwürfen des Separatismus verteidigte Meiners jedoch die Konventikel, solange sie ordnungsgemäß durchgeführt würden. Am 20. Februar 1740 kam es zu einem entsprechenden Synodalbeschluss:  Die Konventikel müssen vom Kirchenrat erlaubt und Zeit und Ort dem Prediger gemeldet werden. Diejenigen, die die Konventikel abhalten, sollen dennoch den Gottesdienst besuchen; nicht erlaubt seien zeitlich parallele Veranstaltungen. 
Gegenüber der reformierten Tradition, ausschließlich die Psalmen zu singen, wie sie im Genfer Psalter ihre maßgebliche Form erhalten hatten, empfahl Meiners seinen Lesern beispielsweise Joachim Neander oder Schortinghuis, da viele ihrer Lieder nicht nur für den Gottesdienst, sondern auch für den Christen in allen Lebenslagen geschrieben worden seien. Sie erfüllten nicht nur im Gottesdienst ihre Funktion, sondern dienten auch der Förderung der innigen Frömmigkeit.
Als Meiners' Hauptwerk gilt seine ostfriesische Kirchengeschichte (1738/1739), die insbesondere für die Erforschung der Reformation und des Pietismus in Ostfriesland einflussreich ist. Meiners verteidigte die Auffassung, dass die Anfänge der Reformation in Ostfriesland reformiert und nicht lutherisch geprägt waren. In seiner zeitgenössischen Analyse unterschied Meiners den äußeren und den inneren Zustand der Kirche und hielt die frommen Gemeinden auf dem Land, die sich durch zahlreiche Bekehrungen auszeichneten, im Vergleich mit den Städten Ostfrieslands für geistlich reifer.

## Schriften
- Christus alles en in allen. 2 Bände. Emden 1724. Band 2
- Jezus der uitverkoornen Geneesmeester. Emden 1740.
- Bevestiging en Verdediging van Oostvrieschlandts gereformeerde hervorminge of een Vertoog, Emden 1738, Digitalisat
- Kerkelijke geschiedenisse van Oostvriesland. 2 Bände. Emden 1738.
- Praktyk des Christendoms of de Praktykale Godgeleertheit. Groningen 1738.
- Levensbeschrijving van Joh. Everhardi. Emden 1735, Digitalisat
- Oostvrieschlandts kerkelyke geschiedenisse, of, Een historisch en oordeelkundig verhaal. Groningen 1738–1739, Digitalisat; Nachdruck: Nabu Press 2010, ISBN 1-143-47584-4.
- Praktikale godgeleerdheid. Emden 1738.
- Schriftuurlike Wegwijzer. Emden 1747/1753.
- Verklaring over den Sendbrief aan de Romeinen. 4 Bände. Emden 1744.
- Verklaring van den Oostvrieschen Catechismus. Emden 1737. Digitalisat